# Karla Homolka
Karla Leanne Homolka, også kendt under pseudonymet Karla Leanne Teale (født 4. maj 1970 i Port Credit i Ontario i Canada) er en canadisk seriemorder. Hun tiltrak sig verdens opmærksomhed, da hun blev dømt for manddrab efter en tilståelsesaftale i 1991 for voldtægt og mord af to Ontario-teenagepiger, Leslie Mahaffy og Kristen French, samt voldtægt og mord af sin egen søster, Tammy Homolka.
Paul Bernardo blev arresteret i 1993 og i 1995 blev han dømt for de tre teenageres mord. Han modtog en dom på livstid i fængsel. Homolka "portrætterede sig selv som et uskyldigt offer for et morderisk monster". I 1993 lavede hun en aftale med anklagemyndigheden (senere døbt ”Deal with the Devil") og erklærede sig skyldig i manddrab i forbindelse med morderne, i stedet for en 12-års fængselsdom. 
Men videobånd af deres forbrydelser, der blev fundet efter aftalen, viste hende som en mere aktiv deltager. Offentlighedens harme over Homolkas dom var knap kølet af på tidspunktet for hendes ekstremt højt profilerede løsladelse fra fængslet i 2005. Hun boede i en provins til Quebec. I 2007 menes hun at have forladt Canada og være flyttet til Antillerne, sammen med en ny partner og deres barn. I december 2009 hævdede La Presse - Canadas førende fransksprogede avis - at Karla var tilbage i Ontario, hvor hun studerede jura og boede sammen med sin partner Luka Magnotta.

## Tidlige liv
Homolka er den ældste af tre døtre (Lori (født 1971), og Tammy (1975-1990). Hendes forældre er Karel og Dorothy Homolka fra St. Catharines i Ontario. Homolka var elev på Sir Winston Churchill Secondary School og begyndte at arbejde på deltid i en dyrehandel i et nærliggende indkøbscenter. I oktober 1987 deltog hun i en konference i Toronto, hvor hun mødte sin kommende mand Paul Bernardo. Efter studentereksamen i 1989, blev hun ansat som veterinærassistent ved Thorold Veterinary Clinic (Thorold Veterinær Klinik), hvorfra hun blev opsagt og fik et lignende job i Martindale Animal Clinic (Martindale Dyreklinik). Selv om hun blev accepteret af både York University og University of Toronto, valgte hun at gifte sig med Bernardo.

### Homolka møder Bernardo
Den 17. oktober 1987 mødte Homolka som 17-årig den 23-årige Bernardo på en restaurant i Scarborough. Bernardo friede til hende den 24. december 1989. Deres forhold sluttede i 1993, efter Homolka kom på hospitalet, fordi Bernardo brutalt havde slået hende. Homolka gik til politiet, tilstod alle mord indgik en aftale med anklagemyndigheden om at vidne mod sin mand.

## Ofre

### Tammy Homolka
I sommeren 1990 blev Bernardo besat af Karlas søster. Bernardo havde fortalt Karla, at hvis hun virkelig elskede ham, ville hun lade ham tage søsterens mødom. Karla øjnede en mulighed for at minimere risikoen, tage kontrol og holde det hele i familien".  I juli, ifølge Bernardos vidnesbyrd, tilberedte han og Karla en spaghetti-middag tilsat Valium stjålet fra Karlas arbejdsplads for at give det til Tammy. Bernardo voldtog Tammy i omkring et minut, før hun begyndte at vågne op.  Seks måneder før deres bryllup i 1991, stjal Karla Homolka bedøvelsesmidlet halothan fra Martindale dyrlægeklinik, hvor hun arbejdede. Den 23. december 1990, efter familien Homolkas julefrokost, bedøvede Bernardo og Karla Homolka Tammy Homolka med halothan (et dyrebedøvelsesmiddel). Bernardo og Karla Homolka voldtog derefter Tammy, mens hun var bevidstløs. Tammy blev senere kvalt i sit eget opkast og døde. Bernardo fortalte politiet, at han forsøgte at genoplive hende, men det lykkedes ikke og hendes død var en ulykke." Inden de ringede til 911, skjulte de beviser, klædte Tammy på og flyttede hende ned i hendes kælderværelse. 
Et par timer senere blev Tammy erklæret død på St. Catherines General Hospital uden at have genvundet bevidstheden. På trods af parrets adfærd – som; støvsugning og tøjvask midt om natten, samt tilstedeværelsen af "et enormt, hindbær-farvet brændemærke", der fylder det mest af Tammys venstre kind — troede Niagara regionale politi og Homolka-familien på parrets version af begivenhederne.

### Jane Doe
Den 7. juni 1991 inviterede Karla Homolka den 15-årige "Jane Doe" til en "pige"-aften i byen. Karla havde startet et venskab med ”Jane Doe” to år tidligere, mens hun arbejdede i dyrehandlen. Efter en aften med shopping og restauranter tog Homolka "Jane Doe" med til 57 Bayview Avenue og begyndte at fylde hende med alkohol blandet med Halcion.
Efter "Jane Doe" mistede bevidstheden, kaldte Homolka på Bernardo og fortalte ham, at hans overraskelsesbryllupsgave var klar. De klædte "Jane Doe", som stadig var jomfru, af, og Bernardo videofilmede Homolka, mens hun voldtog pigen før Bernardo voldtog hende. Den næste morgen var "Jane Doe” syg. Hun blev inviteret tilbage til Port Dalhousie i august, denne gang til at "overnatte". Hun stoppede med at trække vejret, efter at hun var blevet bedøvet, og Bernardo var begyndt at voldtage hende. Homolka ringede 911 for at få hjælp, men ringede tilbage et par minutter senere for at sige, at "alt er i orden". Redningsfolkene blev kaldt tilbage uden opfølgning.
"Jane Doe" besøgte parret endnu en gang den 22. december 1992. Denne gang pressede Homolka hende til at have sex med Bernardo, hun blev ked af det og forlod stedet.

### Leslie Mahaffy
Den 15. juni 1991, to uger før sit bryllup, møder Bernardo, der er ved at stjæle nummerplader til en cigaretsmugling, han har udtænkt, Leslie Mahaffy. Hun stod ved døren til sit hjem i Burlington.  Leslie havde fortalt sine forældre, at hun ville være hjemme klokken 23 efter at have deltaget i begravelsen af sin veninde, som var død i en bilulykke – hun kom hjem ved 2-tiden, de to talte et stykke tid og gik tilbage til Bernardos bil efter en cigaret, hvorefter han tvang hende ind i bilen og kørte hende til sit hus 53 km væk. Der holdt Homolka og Bernardo Leslie Mahaffey gidsel i 24 timer, hvor de flere gange krænkede hende seksuelt. De filmede overgrebene på video, herunder en scene, hvor Homolka præsenterede sig selv for kameraet, før de voldtog pigen. Til sidst dræbte de hende. Homolka hævdede senere, at Bernardo havde kvalt den stærkt bedøvede Mahaffey med en elektrisk ledning. Bernardo sagde, at hun døde, mens han var ude af lokalet, at Homolka havde dræbt hende med en overdosis af Halcion. Ifølge Bernardo sagde Homolka, at Leslie Mahaffeys blind for øjnene var gledet ned, og at hun ville være i stand til at identificere dem. De gemte hendes lig i kælderen, indtil de besluttede, hvordan de kunne slippe af med det. Den følgende dag besøgte Homolkas forældre og Lori parret til en Fars dag-middag. Da de var taget af sted, skar parret Leslie Mahaffeys krop i dele og bortskaffede det i cement-blokke. Bernardo parterede kroppen med en rundsav i et improviseret plastiktelt i kælderen. Herefter blev kropsdelene indkapslet i cement og smidt i søen Gibson.  Den 29. juni blev en af cementblokkene fundet i udkanten af søen, en cementblok der var gået i stykker og afslørede dens indhold. På næsten samme tidspunkt var Homolka og Bernardo blevet gift ved en overdådig ceremoni og kørte sammen i en hestevogn på Niagara-on-the-Lake.

### Kristen French
Den 16. april 1992 kørte Homolka og Bernardo ind i på parkeringspladsen ved St. Catharines kirke, og der fik de øje på  Kristen French. Homolka steg ud af bilen med et kort, foregav at være kørt forkert, og bad om hjælp fra French. Bernardo tvang hende derefter ind i bilen med en kniv. Der var flere vidner, som ikke var klar over, hvad det var de så. Et stykke af kortet, en af French' sko og nogle af hendes hår blev senere fundet på gerningsstedet. Homolka og Bernardo tog French til Port Dalhousie, hvor de i tre dage udsatte hende for seksuelle overgreb, misbrug og torturerede hende. Fordi parret skulle til påskemiddag hos hendes forældre, skulle mordet på Kristen French finde sted, før de forlod huset, de gav hver især hinanden skylden under afhøringen. Homolka hævdede, at Bernardo kvalte hende i  syv minutter, mens hun iagttog. Bernardo hævdede, at Homolka havde slået Kristen French med en hammer, da hun forsøgte at flygte, og hun var blevet kvalt med en løkke bundet om halsen, fastgjort til en kiste. Efter hjemkomsten fra påskemiddagen, klippede Bernardo og Homolka hendes hår af og vaskede kroppen før dumping i en grøft i Burlington, mindre end en kilometer fra Leslie Mahaffys gravsted. Kristen French' krop blev fundet den 30. april 1992. Fra starten blev Kristen French' forsvinding behandlet som en straffesag. I modsætning til Leslie Mahaffy, fordi hun ikke havde problemer i hjemmet og havde en hund, der krævede planlagte ture og fodring, og da hun ikke kom hjem til tiden, kontaktede hendes forældre straks politiet. Vidnerne mindes, hvad de troede var en Camaro – Bernardo bil var en guldfarvet Nissan 240SX. En fuld-skala eftersøgning fulgte, med alle der køre en Camaro under mistanke, indtil de var godkendt af efterforskere.

## Efterspil
Homolka og Bernardo var blevet afhørt af politiet flere gange i forbindelse med Scarborough-voldtægtsmand-undersøgelsen, Tammy Lyn Homolkas død, Bernardos forfølgelse af Sydney Kershen og Patrich-søstrene (se Paul Bernardo artiklen) – før drabet på Kristen French. Kort efter opdagelsen af hendes lig taler en af Bernardos venner gennem lang tid (Van Smirnis) med en bekendt, som var en politibetjent i Ontario Provincial. Han foreslog, at Bernardo ville være ”en god mistænkt i mordet Kristen French” og fortæller blandt andet, at Bernardo havde voldtaget en pige i sin kælder, mens Homolka var ovenpå. Betjenten indgiver en rapport, og den 12. maj 1992, en NRP (Niagara Regional Police Service)sergent og betjenten interviewer Bernardo kort. Betjentene besluttede, at han var en usandsynlig mistænkt, men Bernardo indrømmer at have været afhørt i forbindelse med Scarborough-voldtægterne. 
Tre dage senere blev ”the Green Ribbon Task Force” oprettet for at efterforske mordene på Leslie Mahaffy og Kristen French. I mellemtiden havde parret fået deres navne ændret lovligt fra Bernardo og Homolka til Teale, som Bernardo havde taget fra en skurk i 1988 filmen Criminal Law – en seriemorder. 
I slutningen af maj  nævnte John Motile, en bekendt af Smirnis og Bernardo,  også Bernardo som en mulig mordmistænkt. 
I december 1992 begyndte the Centre of Forensic Sciences (Retsmedicinsk Institut) endelig at teste DNA-prøver, som Bernardo havde givet tre år tidligere.  Den 27. december 1992 slår Bernardo Karla med en lommelygte på kroppen, hoved og ansigt. Hun hævder, at hun havde været i en bilulykke. Alvorligt forslået kommer Homolka på arbejde den 4. januar 1993. Hendes skeptiske medarbejdere ringer til hendes forældre, som tror, de »redder« hende ved fysisk at fjerne hende fra huset. Homolka tog tilbage igen, søgte hektisk efter noget. Hendes forældre tog hende til St. Catharines General Hospital, hvor hendes kvæstelser blev dokumenteret, og hun gav en redegørelse til NRP: hun påstår, at hun er en voldsramt ægtefælle og indgav anklager mod Bernardo. Han blev anholdt, men løslades. En ven finder Bernardo selvmordsbrev. Homolka flyttede ind hos slægtninge i Brampton. 

### Nettet strammes
26 måneder efter prøven var taget, blev politiet i Toronto informeret om, at Bernardos DNA matchede det, der blev fundet i forbindelse med Scarborough-voldtægtsforbrydelserne og satte ham straks under 24-timers overvågning. Efterforskerne i Metro Toronto seksuelle overgrebs-afdeling nterviewer Homolka den 9. februar 1993. På trods af at de fortæller hende om deres mistanke til Bernardo, koncentrerer Homolka sig om hans misbrug af hende. Senere den aften fortalte hun sin tante og onkel, at hendes mand var Scarborough-voldtægtsmanden, og at de var involveret i voldtægter og drab på Leslie Mahaffy og Kristen French, og at de voldtægter var, blev optaget på videobånd. I mellemtiden har NRP, genåbnede efterforskningen Tammy Homolkas død. Den 11. februar 1993 mødtes Homolka med Niagara Falls advokat George Walker, der forsøgte få fuld immunitet fra St Catharines anklager Ray Houlahan i bytte for hendes samarbejde. Homolka blev placeret under 24-timers overvågning. 
Parret navneændring blev godkendt den 13. februar 1993. Den næste dag mødtes George Walker med Murray Segal, direktør for Crown Criminal Law Office. Walker fortalte Segal om videobåndene af voldtægterne og Segal fortæller Walker, på grund af Homolka deltagelse i forbrydelserne, er fuld immunitet var ikke en mulighed.  
Metro seksuelle overgrebs afdeling og Green Ribbon Task Force detektiver anholdt Bernardo for talrige anklager den 17. februar 1993, og opnåede en ransagningskendelse. Fordi Bernardos forbindelse til mordene var svag, indeholdt arrestordren begrænsninger. Ingen beviser der ikke var forventet og dokumenteret i kendelsen var ikke tilladt at fjerne fra lokalerne. Alle videobånd politiet fandt, skulle ses i huset. Skader på huset skulle holdes på et minimum, politiet kunne ikke rive vægge ned for at finde videobåndene. Søgningen i huset, herunder ajourførte ransagningskendelser, varede 71 dage, og det eneste bånd fundet af politiet havde en kort scene hvor Homolka udfører oralsex på ”Jane Doe”.  
Den 5. maj 1993 blev Walker informeret om, at regeringen tilbød Homolka en 12-års fængselsdom, og at hun havde en uge til at acceptere. Hvis hun ikke tog aftalen, ville regeringen anklage hende for to gange mord, en gang anden grad mord og andre forbrydelser. Walker accepteret tilbuddet og Homolka accepterede senere aftalen. Den 14. maj 1993 som led i en aftale mellem Homolka og anklagemyndighederne begyndte hun at give udtalelser til politiet efterforskere.

### Offentliggørelse forbud
Under henvisning til behovet for at beskytte Bernardo ret til en retfærdig rettergang, blev der lavet et forbuddet mod offeliggørelsen af Homolka foreløbige undersøgelse. Forbuddet er altid blevet præsenteret som værende nødvendige for at bevare Bernardo ret til en retfærdig rettergang". 
Et senere notat fra Attorney General of Ontario, indikerede at ”det var virkelig til at beskytte familierne”. 
Man havde ansøgt om forbud den 5. juli 1993, af Mr. Justice Francis Kovacs of the Ontario Court (Domstolen). Homolka støttede forbuddet gennem hendes advokater, mens Bernardo advokater hævdede, at han ville blive skadet af forbuddet, da Homolka tidligere havde været portrætteret som hans offer. Fire medier og en forfatter også imod ansøgningen. Nogle advokater hævdede, at rygterne kunne gøre mere skade for den fremtidige retssag end offentliggørelsen af de faktiske beviser .
Internettet er imidlertid negeret i forbuddet. Amerikanske journalister citerede ytringsfriheden i leder og offentliggjort detaljer fra Homolkas vidneudsagn, der blev distribueret bredt af mange ”elektronisk ban-breakers”, primært på alt.fan.karla-homolka en Usenet nyhedsgruppe. 
Information og rygter spredt over internettet og var til rådighed for alle med en computer og et modem i Canada. Desuden gik mange af internettet rygterne langt ud over de kendte oplysninger i sagen. Nogle af de rygter blev stjålet fra andre seriemordere og tilskrives Homolka og Bernardo.  Aviser i Buffalo, Detroit, Washington, New York og selv Storbritannien, sammen med grænserne radio-og tv-stationer rapporterede oplysninger fra kilder ved Homolka retssag. The syndicated series A Current Affair (en tv-serie fra USA) sendte to programmer om forbrydelserne. Canadierne Bootleg eksemplarer af Buffalo Evening News på tværs af grænserne, hvilket fik NRP til at arrestere alle, der havde mere end én kopi ved grænsen. Ekstra kopier blev beslaglagt. Kopier af andre aviser, herunder The New York Times, enten var vendt tilbage ved grænsen eller ikke blev accepteret af forhandlerne i Ontario. Gordon Domm, en pensioneret politimand, som trodsede offentliggørelsen forbuddet ved at distribuere oplysninger fra udenlandske medier, blev anklaget og dømt i to henseender af foragt for retten. Homolkas retssag varede kun få minutter.  

### Plea bargain og videobånd
Jamie Cameron, professor i jura på Osgoode Hall, bemærkede, at "på tidspunktet for Homolka-retssagen, tre elementer der bekymrede offentligheden i sagen. Først der var lidt kendskab til det seksuelle fangenskab og mishandlingerne ofrene udholdt, før de blev myrdet, bortset fra, ifølge rygterne de at var sadistiske, rædselsvækkende og utænkelig. Lidt var kendt om de respektive roller Homolka og Bernardo spillet mens de begik disse gerninger, og derefter dræbte ofrene. I foråret, 1993 blev det klart, at statens sag mod Bernardo afhænger helt af Homolkas vidneudsagn. "sagt på en enkel måde, for at sikre en domfældelse af ham, skulle hendes historie være troværdig. Men da de faktiske omstændigheder var kendt kunne hun på ingen måde være uskyldig, men man have allerede fremstillet hende som et offer for hans aggressive adfærd, hendes ansvar for de forbrydelser, der blev begået kunne derfor fejes af vejen, og hendes troværdighed som vidne var redet."

### Ransagningskendelser
Ransagningskendelser tildelt the Green Ribbon og Scarborough Rapist Task Forces den 19. februar 1993 begrænsede i hvilket omfang de kunne finde og fjerne beviser: ingen skader måtte laves på huset indvendigt i søgningen efter beviser og videobånd skulle ses i huset. Den 21. februar 1993 fandt politiet et bånd, med en kort sekvens der viste Bernardo, Homolka og en unavngiven amerikansk prostitueret udføre oralsex med en bevidstløs, uidentificeret ung kvinde første i omgang troede man at det var Kristen French. Den uidentificerede pige bliver senere kaldt "Jane Doe" efter fundet af det fulde bånd, hvor hun blev anset for at være mindreårig. Hendes identitet er fortsat omfattet af offentliggørelse forbud.
Myndighederne konkluderede snart, at de ikke havde noget prima facie-sag mod parret; drøftelser med Homolkas advokat foregik derfor ud fra den antagelse, at Homolka kunne tilvejebringe de oplysninger, de havde brug – for en pris. 
Desuden pressede Walker på med at Homolka er "misbrugt" selvom Segal modargumenterede, at ingen mængde af misbrug, kunne fritage hende for hendes deltagelse i mordene. Den Ontario Attorney-General Marion Boyd havde fået ansvar "for Kvindesager den 11. september 1991, og havde lanceret en højt profileret kampagne mod "vold i hjemmet" i samme år."  Før aftalen var forhandlet færdig, fik Walker sin klient vurderet af to psykiatere og en klinisk psykolog, der konkluderede, at Homolkas mentale tilstand kunne "sammenlignes med en overlevende fra en nazistisk koncentrationslejr." Dette fremmede myndigheders overbevisning om, at hun var et ”adlydende offer”, begrundelsen for dette, der kom hovedsagelig fra et FBI-dokument med titlen ”Compliant Victims of the Sexual Sadist”, skrevet af profiler Roy Hazelwood.
Ransagningskendelsen udløb den 30. april 1993. Den 6. maj 1993, pålagde Bernardo hans advokater, Ken Murray og Carolyn MacDonald skriftligt at gå ind i huset og fjerne, men ikke at se, seks otte millimeter videobånd skjult bag en pot lys i badeværelset. Disse bånd rejst en storm, da deres eksistens blev kendt, da de indeholdt videooptagelser af voldtægter og tortur af Tammy Homolka, Jane Doe, Leslie Mahaffy og Kristen French og beviste ud over enhver tvivl, at Homolka var en villig og aktiv deltager i forbrydelserne. 
Homolka førte politiet gennem huset den 17. maj 1993, der fører dem til at finde relevante DNA-beviser, samt en kvittering for den cement, der bandt Bernardo til Leslie Mahaffy mordet.

## Retssagen
Den 18. maj 1993 blev Homolka anklaget for 2 gange manddrab. Bernardo var anklaget for 2 gange af hvert kidnapning, ulovlig indespærring, særligt slemme seksuelle overgreb og førstegradsmord samt en af sønderlemmelse. Tilsyneladende den dag Bernardo advokat først så videobåndene. Murray besluttede at beholde disse bånd og bruge dem til at anklage Homolka på podiet under Bernardo retssag. 
Hverken Murray eller MacDonald var erfarne kriminelle advokater og det var kun over tid, at deres etiske dilemma viste sig også at være en potentielt kriminel sag, for de tilbageholdt bevismateriale. I oktober 1993 havde han og hans partnere undersøgt over 4.000 dokumenter fra myndighederne. Murray har sagt at han var villig til at udlevere båndene til myndighederne, hvis de lod ham krydsforhøre Homolka i det forventede forberedende retsmøde.  Høringen blev aldrig afholdt.
Homolka blev anklaget under punkt 28 i juni 1993 under en lukket retssag,  et offentliggørelse forbuddet var pålagt for begrænset detaljer der blev frigivet til offentligheden.
Murray sagde videobåndene viste Homolka seksuelt overfaldt fire kvindelige ofre, have sex med en kvindelig prostitueret i Atlantic City, og på et andet punkt, give mere bedøvelse til et bevidstløst offer.  I løbet af sommeren 1994, blevet Murray bekymret over de alvorlige etiske problemer, der var opstået i forbindelse med båndene og hans fortsatte repræsentation af Bernardo. Han hørte sin egen advokat, Austin Cooper, der spurgte Law Society of Upper Canadas professionelle adfærd udvalg for rådgivning. ”Loven samfund anbefalede Murray skriftligt at forsegle båndene i en pakke og give dem til dommeren ved Bernardo retssag. Law Society yderligere anbefalede ham til at fjerne sig selv som Bernardos advokat og fortælle Bernardo, hvad han havde fået besked på at gøre dette, ” sagde Murray i en erklæring som frigives gennem Cooper i september 1995.
Den 12. september 1994 overværede Cooper Bernardo retssag og rådgiver Mr. Justice Patrick LeSage af Ontario Domstolens generaladvokat Division, advokat John Rosen, der erstattede Murray som Bernardos forsvarer, og anklagere om, hvad ” loven samfund” havde anbefalet Murray til at gøre. Rosen hævdede, at de bånd skulle have været overgivet til forsvaret først. Murray rakte bånd, sammen med en detaljeret oversigt til Rosen, der beholdt båndene omkring to uger og derefter besluttede at aflevere dem. 
Den kendsgerning, at et centralt bevis var blevet holdt fra politiet så længe skabt en furore, især da offentligheden indså, at Homolka var Bernardos villige medskyldig. Båndene fik ikke lov til at blive vist, kun lyddelen var til rådighed for dem. Desuden har Bernardo altid hævdet, at han kun har voldtaget og tortureret Leslie Mahaffy og Kristen French, og at det var Homolka der rent faktisk dræbte dem. 
Efter videobåndene er blevet fundet, spredtes rygter om at Homolka var en aktiv deltager i forbrydelser. Offentlighedens interesse voksede omkring det fulde omfang af Homolkas rolle i sagen som endelig blev  afsløret, og aftalen syntes nu unødvendigt. Men i henhold til aftalen havde Homolka allerede videregivet tilstrækkelige oplysninger til politiet og staten fandt ingen grund til at bryde aftalen og genåbne sagen.

### Appel og undersøgelse
Homolka plea bargain var blevet tilbudt, før indholdet af videobåndene var til rådighed til gennemgang. Som Anne McGillivray, lektor i jura på universitetet i Manitoba forklarede, den fortsatte offentlige antagonisme mod Homolka ”Der var en udbredt opfattelse at hun havde kendt, vidst hvor videobåndene var blev skjult, at hun forsætligt skjulte ” Jane Doe ” hændelser og mest centralt, at hendes påstand om at være under Bernardos kontrol – et central punkt i hendes plea bargain – var uægte. 
Spekulation blev fodret af et offentligt forbud om plea bargain, som stod indtil Bernardo retssag. Avis- og hjemmeside-kilder afbildede dæmoniske duoer, vampyrisme, Barbie og Ken perfekte-par perfektemordere, sexet ”Killer Karla” tegneserien ”Karlas Web” med Homolkas psy tilståelser. Blikket centrerede altid på Homolka ….. Det at Bernardo ville blive spærret inde for resten af hans jordiske levetid syntes man på forhånd. Homolka, i den populære opfattelse, burde have taget hendes plads ved siden af ham i den fængsledes boks og sæde af ultimativ ondskab .... Homolka lovede fuld tilståelse og vidneudsagn mod Bernardo til gengæld for en lavere straf ... og en fælles strafudmåling anbefales. Dermed slap hun for central skyld for dødsfaldene."
Selv om indholdet af videobåndene sandsynligvis ville have ført til en domfældelse for mord af Homolka, en undersøgelse af forløbet og anklagere, der havde lavet dette plea bargain, man fandt deres adfærd ”professionel og ansvarlig” og ”den aftale” de havde etableret med Homolka var  ”uangribelige” under straffeloven i Canada. dommer Patrick T. Galligan, rapportering til Attorney General i sagen, oplyste, at efter hans mening ” havde anklagerne intet andet valg end at ... [ forhandle med medskyldig] i dette tilfælde ”den mindste af to onder” at behandle en medskyldig i stedet for at stå i en situation, hvor en voldelig og farlig gerningsmand ikke kan retsforfølges." 
I december 2001, canadiske myndigheder fastslået, at der ikke var nogen mulig fremtidig anvendelse af videobåndene. De seks videobånd afbildende tortur og voldtægt af Bernardo og Homolkas ofre blev ødelagt. Disponeringen af båndene hvor Homolka se og kommentere på båndene forbliver forseglet. 